# Канцлер Флорентийской республики
Канцлер (Секретарь) Флорентийской республики (итал. Cancelliere di Firenze) — важнейшая должность в бюрократическом аппарате Флорентийской республики. Хотя он официально не был членом избранного политического правительства республики, в отличие от гонфалоньера или девяти членов синьории, этот пост был примерно эквивалентен главе государственной службы в некоторых странах, и его обладатель имел значительное политическое влияние. Канцлерами были некоторые известнейшие ученые, политические мыслители и гуманисты эпохи Возрождения.

## Частичный список
- Колюччо Салютати (назначен в 1375 году)
- Леонардо Бруни (назначен в 1410)
- Карло Марсуппини, известный как Карло Аретино (1444—1453)
- Поджо Браччолини (1453—1459)
- Бенедетто Аккольти (назначен в 1459 году)
- Бартоломео Скала (1465—1497)
- Никколо Макиавелли (назначен в 1498 году)